# Фінальний клас
Фінальний клас — це ідіома проектування, яка полягає в ідеї, що від класу, який ми у цьому випадку робимо "фінальним", не можна успадковуватися.

### Значення
- Частково симулює final функція класу.
- Частково або повністю запобігти успадковування від класу.

### Також відомий, як
- Sealed Class

### Мотивація
Можлива ситуація, коли розробники захочуть обмежити наслідування чи розширення функціональності класу користувачем. У різних мовах програмування ця функціональність забезпучується. Наприклад у Java ключове слово - final, тоді коли у C# це - sealed. Ідіома Final Class реалізує цю можливість у С++.

### Solution та приклад коду
Final class ідіома робить використання віртуального наслідування і дружнього класу, щоб продекламувати ефект фінального класу. Ідіома залежить від одного з правил С++: конструктор (та деструктор) унаслідуваного класу визиваються безпосередньо нащадком. Якщо доступ до конструктора чи деструктора запобігається, то клас не може мати нащадків. 
```
class
 
MakeFinal

{

  
MakeFinal
()
 
{}
  
// private by default.

  
friend
 
class
 
sealed
;

};

class
 
sealed
 
:
 
virtual
 
MakeFinal

{
 
};

class
 
test
 
:
 
public
 
sealed

{
 
};

int
 
main
 
(
void
)

{

  
test
 
t
;
 
// Compilation error here.

}

```

У наведеному прикладі клас test наслідується від sealed-класу, а main функція намагається створити екземпляр класу test. Створення провалюється, оскільки клас test не може отримати доступ до приватного деструктора класу MakeFinal тому що він визначений як private та є предком test. 
Зауважте, що ця помилка виникає лише тоді, коли клас test є нащадком від MakeFinal. Компілятор не буде скаржитися доки клас test виконується, не наслідуючи sealed-клас. 